# Wailua Homesteads
Wailua Homesteads – jednostka osadnicza w Stanach Zjednoczonych, w hrabstwie Kauaʻi.